# Kalophrynus meizon
Kalophrynus meizon es una especie de anfibio anuro de la familia Microhylidae.

## Distribución geográfica
Esta especie es endémica de Borneo. Se encuentra en Indonesia en Kalimantan, Brunéi y Malasia en Sarawak y Sabah.

## Descripción
Los machos miden de 44.1 a 47.5 mm y las hembras de 48.2 a 60.2 mm.

## Etimología
El nombre específico meizon proviene del griego meizon, que significa más fuerte, más ancho, en referencia al tamaño de esta especie en comparación con otras especies del género Kalophrynus.

## Publicación original
- Zug, 2015 : Morphology and systematics of Kalophrynus interlineatus–pleurostigma populations (Anura: Microhylidae: Kalphryninae) and a taxonomy of the genus Kalophrynus Tschudi, Asian Sticky Frogs. Proceedings of the California Academy of Sciences, sér. 4, vol. 6, n.º 5, p. 135–190.[3]